# Aseguramiento de la calidad
El aseguramiento de la calidad (se usa con frecuencia el anglicismo quality assurance, QA) es el conjunto de actividades planificadas y sistemáticas aplicadas en un sistema de gestión de la calidad para que los requisitos de calidad de un producto o servicio sean satisfechos. Entre estas actividades se encuentran la medición sistemática, la comparación con estándares, el seguimiento de los procesos, todas actividades asociadas con bucles de realimentación de información. Estas actividades contribuyen a la prevención de errores, lo cual se puede contrastar con el control de calidad, que se centra en las salidas del proceso. Ambos conceptos suelen utilizarse de manera conjunta (véase QA/QC).

## Conceptos relacionados

### Testing
Es el proceso de ejecución de un sistema con la intención de encontrar defectos, incluida la planificación de las pruebas previa a la ejecución de los casos de prueba. En la mayoría de los casos.
Testing  = control de calidad

### Control de calidad
Es el conjunto de actividades destinadas a evaluar el trabajo para el desarrollo de un producto.
Control de calidad  = medición de la calidad de un producto
Las tareas de aseguramiento de la calidad están interesadas en el proceso de desarrollo del producto, mientras que testing y el control de calidad están interesados en el desarrollo del producto en sí mismo.